# Georgina Regàs
Georgina Regàs i Pagès (Barcelona, 10 de agosto de 1932-Gerona, 19 de julio de 2022) fue una cocinera y escritora española, figura clave en la recuperación y divulgación de la cocina tradicional catalana. Autora de una veintena de libros de cocina, dedicó buena parte de su jubilación a investigar y crear nuevos sabores de mermeladas a través del Museo de la Confitura de Torrent (Gerona).

## Biografía
Hija del dramaturgo Xavier Regàs i Castells y de Mariona Pagès. Hermana de Xavier Regàs, decorador, de Rosa Regàs, escritora, y de Oriol Regàs, promotor cultural. Fueron hijos de la posguerra y vivieron años difíciles que la marcaron enormemente. El padre era jefe de servicios de la Generalidad de Cataluña durante la República y marchó al exilio con el gobierno de la Generalidad tras la derrota en la Guerra Civil. Estuvo en un campo de concentración en Francia y, junto con su hermano Xavier, estuvo internada en los Países Bajos. Al estallar la Segunda Guerra Mundial volvió a Barcelona.
Después de trabajar un tiempo en el Instituto Amatller de Arte Hispánico, recomendada por Manuel Trens, a los veintiún años decidió irse a vivir a Inglaterra donde trabajó como secretaria de Josep Trueta en Oxford durante tres años. Vivió un tiempo en Salzburgo, donde se casó, y volvió a Barcelona en 1968, donde empezó a trabajar en el despacho de su hermano Oriol durante dieciocho años, y años más tarde, decidió compaginar este trabajo con la puesta en marcha de una cocina en Torrent y en la confección de confituras. Posteriormente, montó una tienda de comidas preparadas en Palafrugell que tuvo que cerrar al cabo de tres años y volver con su hermano. Mientras, continuó haciendo confituras.
En 2004 abrió el Museo de la Confitura, único en Cataluña, en la plaza Mayor de Torrent, y en cuyo obrador se elaboran confituras, mermeladas y jaleas de más de 140 sabores. El museo es un espacio creado para descubrir todos los secretos que se esconden en un bote de confitura.
Escribió más de una veintena de libros todos relacionados con el mundo de la cocina.Vendió diez mil ejemplares de 70 confitures, que escribió, editó y publicó en 2002 para celebrar sus setenta años. El libro fue merecedor de una mención especial en los premios Gourmand que galardonan a los mejores libros de cocina del mundo.

## Obras publicadas
- Les 30 millors amanides de l'àvia a l'abast de tothom. Ed. Pomaire. 1981. ISBN 978-8428620147
- Les 30 millors sopes de l'àvia a l'abast de tothom. Ed. Pomaire. 1981. ISBN 978-84-286-2001-7
- Las 30 millors receptes d'ous de l'àvia. Ed. Aquari. 1981. ISBN 978-84-85980-20-8
- Les 30 millors sopes de l'àvia a l'abast de tothom. Ed. Pomaire. 1981. ISBN 978-84-286-2001-7
- Les 30 millors receptes de pasta de l'àvia. Ed. Aquari. 1982. ISBN 978-84-85980-27-7
- Els 30 millors plats d'aus de l'àvia. Ed. Aquari. 1982. ISBN 8485980506
- Les 30 millors receptes de peix de l'àvia. Ed. Arín. 1983. ISBN 8434401770
- Les 30 millors receptes de vedella i bou de l'àvia. Ed. Ariel. 1983. ISBN 978-84-344-0178-9
- Els 30 millors pastissos de l'àvia. Ed. Arín. 1984. ISBN 8434402262
- Les 30 millors receptes d'arròs de l'àvia. Ed. Arín. 1984. ISBN 8434402246
- Els 30 millors pastissos amb fruites de l'àvia. Ed. Arín. 1985. ISBN 8434402602
- La cuina del cava. Ed. Bausán. 1985. ISBN 	8475040845
- Els millors menús de l'àvia. Ed. Arín. 1985. ISBN 8434496011
- La cuina de festa major i altres plats de la Lola de Foixà. Ed. Bausán. 1986. ISBN 9788470801501
- La cuina de festa major. Ed. La Magrana. 2000. ISBN 9788482642376
- Mas de Torrent : 60 receptes per poder-les fer a casa. Edicions 62. 2000. ISBN 9788429747782
- Jaume de Provença: 60 receptes per poder-les fer a casa. Edicions 62. 2000. ISBN 9788429749656
- 70 confitures. 2002. Museu de la Confitura Torrent L'Empordà.
- Nous aires als fogons i a la taula. Edicions del Baix Empordà. 2004. ISBN 	9788487501371
- Cuina fàcil: 300 receptes per aprendre cuinant. Ara Llibres. 2004. ISBN 9788496201545
- Amanides fresques per a gent amb mandra. Ara Llibres. 2005. ISBN 9788496201545
- Lligar amb confitures. Els maridatges del Museu. 2011. Museu de la Confitura Torrent L'Empordà.
- Els secrets de les confitures: receptes per a nens de 8 a 80 anys. 2012. Museu de la Confitura Torrent L'Empordà.
- La Taronja amarga"'. 2015. S·d edicions. ISBN 9788494307355
- El llimoner"'. 2016. Museu de la Confitura Torrent L'Empordà.
- Confitures i melmelades. Receptes tradicionals i noves propostes"'. 2016. Editorial Farell. ISBN 9788492811786